# Vlag van Hantum

Vlag van Hantum

De vlag van Hantum is de dorpsvlag van het Nederlandse dorp Hantum, in de Friese gemeente Noardeast-Fryslân. De vlag werd in 1988 geregistreerd.
De dorpsvlaggen van 28 dorpen in Dongeradeel werden op 28 januari 1988 goedgekeurd door de gemeenteraad van de vroegere gemeente Dongeradeel.

## Beschrijving
De beschrijving van de vlag is als volgt:
Broekschuin gedeeld van de broekzijde af rood-wit, met in het rood een gele eikel van halve vlaghoogte.
De kleuren zijn afkomstig van het dorpswapen.

## Symboliek

Schuine indeling: verwijst naar het wapen van Westdongeradeel, de gemeente waar het dorp eertijds deel van uitmaakte.
- Kleurstelling: ontleend van het wapen van het bisdom Utrecht dat in 1335 een altaar stichtte in de Nicolaaskerk van Hantum.[4]
- Eikel: ontleend aan het wapen van het geslacht Hettinga, dat de plaatselijke Tjallinga State bewoonde.[4]